# IC 428
IC 428 је емисионо-рефлексиона маглина у сазвјежђу Орион која се налази на листи објеката дубоког неба у Индекс каталогу.
Деклинација објекта је - 6° 27' 6" а ректасцензија 5h 36m 24,2s.